# Klasztor na Břevnovie
Klasztor na Břevnovie lub klasztor břevnovski (czeski: Břevnovský klášter) – klasztor benedyktynów pw. św. Małgorzaty w Břevnovie, w Pradze. Został założony przez księcia Bolesława II i świętego Wojciecha, biskupa Pragi, w 993, jako pierwszy męski klasztor w Czechach. Zbudowany na mokradłach, a więc mitycznym miejscu przejścia między światem demonów a światem ludzi, miał za zadanie zablokowanie tego „przejścia”.
Budynki stojące do dziś, w tym kościół św. Małgorzaty, budynki klasztorne i prałatówka, pochodzą z XVIII wieku i zostały zbudowane w stylu barokowym. W 1757 Prusacy zorganizowali tu szpital wojskowy, gdzie zmarło 2,5 tysiąca żołnierzy, pochowanych za klasztornym spichlerzem. W czasie wojen napoleońskich ponownie była tu lecznica; a po 1950 klasztor służył jako siedziba jednostek MSW i część Archiwum Państwowego.